# Berzé-la-Ville
Berzé-la-Ville település Franciaországban, Saône-et-Loire megyében. Lakosainak száma 708 fő (2022. január 1.). Berzé-la-Ville Berzé-le-Châtel, Milly-Lamartine, La Roche-Vineuse, Sologny és Verzé községekkel határos.

## Népesség
A település népességének változása:
| Lakosok száma | 588  | 657  | 682  | 676  | 683  | 690  | 697  | 701  | 708  |
|               | 2013 | 2015 | 2016 | 2017 | 2018 | 2019 | 2020 | 2021 | 2022 |